# Каваклиевски гробници
Каваклиевските гробници (на гръцки: Τάφος Αγίου Αθανασίου) са комплекс от няколко некропола с погребални могили в село Каваклиево. Локализирани са през 60-те години на XX век и са разкопани до 1994 година под ръководството на археоложката Мария Цимпиду-Авлонитис. Главната гробница е датирана от периода на Антична Македония, IV век пр.н.е.
Сред фреските в главната гробница има изобразени македонски войници със сняражение (Туреофори).

## Галерия
- Входът на втората гробница
- Френски от главната гробница
- Туреофори – фреска
- Пиршество – фреска
- Военен парад – фреска